# Andrzej Olewiński
Andrzej Olewiński (ur. 27 października 1983) – gitarzysta klasyczny, akustyczny, elektryczny, udzielający się zarówno na gruncie muzyki poważnej, jak i rozrywkowej. Związany z warszawską sceną teatralną. Jako muzyk sesyjny współpracował m.in. z Kasią Kowalską, Muńkiem Staszczykiem, Renatą Przemyk, Mietkiem Szcześniakiem, Michałem Bajorem, Jackiem Bończykiem, Katarzyną Skrzynecką, Markiem Piekarczykiem, Mirosławem Czyżykiewiczem, Magdą Umer i kompozytorem Bartoszem Chajdeckim. Wziął udział w nagraniu ścieżek dźwiękowych do seriali Chyłka, Czas honoru, Kruk. Szepty słychać po zmroku oraz do filmów Powstanie Warszawskie, Jestem mordercą, Najlepszy i Bogowie. Od 2019 prowadzi klasę gitary w Zespole Państwowych Szkół Muzycznych im. F.Chopina w Warszawie.